# رجل ميت
رجل ميت (بالإنجليزية: A Man Lay Dead)‏ رواية بوليسية من تأليف نايو مارش وكان فيها أول ظهور لشخصية رودريك ألين، نشرت لأول مرة سنة 1934.

## التطورات
كانت رواية «رجل ميت» هي أول رواية كتبتها مارش، على الرغم من أنها كتبت بعض المسرحيات والقصص القصيرة. في السنوات التالية، كانت «تتذمر من فكرة روايتها الأولى بخط القصة الذي لا يكاد يكون معقولًا، والتوصيف الضحل والإطار المحدود، لكنها كانت مدخلها إلى كتابة روايات الجريمة» وتجسد شكل الرواية البوليسية المريحة، التي تدور أحداثها في قصة واحدة. الإعداد الرئيسي (لغز البيت الريفي).
تقول مارش إنها بدأت الكتابة عن ألين في عام 1931 عندما كانت لعبة القتل شائعة في حفلات نهاية الأسبوع الإنجليزية. بعد قراءة قصة بوليسية لكريستي أو سايرز بعد ظهر يوم سبت ممطر في لندن، تساءلت عما إذا كان يمكنها كتابة شيء ما في هذا النوع واشترت ستة كتب تمارين وقلم رصاص من متجر قرطاسية محلي.

## ملخص الرواية
تدور أحداث الرواية في بيت ريفي، أين ينظم مالك البيت السير هوبارت هندسلي حفلة في نهاية الأسبوع، وخلال الحفلة يقرر الضيوف لعب «لعبة القتل»، حيث يتم التخطيط فيها لجريمة قتل افتراضية ويطلب من اللاعبين إيجاد القاتل، لكن المفاجئة تكون عندما يتم إيجاد الشخص المختار ليلعب دور الضحية ميتا فعلا. يستدعى المفتش رودريك من سكوتلاند يارد للقيام بالتحقيق في الجريمة والكشف عن هوية القاتل.

## شخصيات الرواية
- السير هوبرت هندسلي، مالك البيت ومنظم الحفلة.
- أنجلا نورث، قريبة السير هوبرت.
- شارلز رانكين، رجل في حوالي الـ46 من عمره، وأحد الضيوف.
- نيجل باثغايت، قريب شارلز، صحافي كثير الثرثرة.
- روزموند غرانت.
- السيد والسيدة آرثر وايلد.
- رئيس الخدم الروسي.
- رودريك ألين، مفتش من سكوتلاند يارد والمسؤول عن التحقيق في جريمة القتل.

## الاستقبال
أخبار لندن المصورة كتبت بمراجعة الرواية عام 1934:

## الاقتباس
تم اقباس إحدى حلقات مسلسل «ألغاز ألين» من الرواية، من إنتاج قناة BBC، وعرضت في 18 أبريل/نيسان 1993. قام بأداء دور ألين الممثل البريطاني باتريك مالاهيد، كما تم استبدال شخصية أنجلا نورث بأغاثا تروي التي ستظهر في العديد من الروايات اللاحقة لرودريك ألين.